# 熾火かおる
熾火 かおる（おきび かおる）は日本のロリータ官能小説作家、ロリータポルノ小説家。

## 概要
1997年3月5日発売の月刊誌「小説アリス」（綜合図書）に掲載された『悪戯好きの美妖精』にてデビュー。同年8月より「小説アリス」に連載開始された7歳の少女を主人公とする『舞坂ゆかり』シリーズで、ロリータ官能小説作家の地位を確立する。また、このシリーズと翌年1998年2月に辰巳出版の関連会社である蒼竜社から発売された『幼嬢偏愛記まなみ』によって「おにいちゃまとわたし」小説の原型を作り上げた。
作者自身の嗜好については、「舞坂ゆかり」シリーズ開始のあとがきのなかで「少女を愛する人に、悪人はいない」と明言し、幼い少女のような「純粋なものを好む人というのは、一般の人々に比べて、より抽象的なエロスのほうに敏感な人間だ」と間接的に述べるにとどまっている。
1999年に児童ポルノ禁止法が成立したが、その前々年あたりから、出版業界において、アニメや漫画やゲームソフトのみならず、小説に対しても、俗に言われる「児ポ法」が適用されるのではないかという危惧がうまれ、それが自主規制の波へとひろがっていった。そのためロリータ小説誌はヒロインの年齢を高く設定した従来の官能小説誌あるいはポルノ小説誌へと鞍替えするかして存続を図ろうとした。しかし、その内容が固定ファンの嗜好とは相容れなかったためか、自然消滅する雑誌も少なくなかった。「小説アリス」も例外ではなく、1999年7月には廃刊となった。

## 作風
淡々とした読みやすい文章でありながら濃厚なエロティシズムをかもしだす文体を特徴とする。業界では「目に見える文体」と呼ばれていたらしい。
ヒロインの少女が身につけているブルマーやヘアバンドやカチューシャなどに関するディテールが、非常に丹念に書きこまれているあたりに、この作者独特のこだわりとフェティシズムが垣間見られる。
また、熾火かおるの作品では、官能小説やポルノ小説において常套の手法ともなっている暴力・陵辱シーンは見あたらない。そのかわりに、この作者は、わざわざ乳児用の直腸体温計を使用して少女を検温したりするような、いわば日常生活のなかでの「さりげない変態行為」を好んで描く傾向が強い。
アダルトビデオの業界などで使用されている「美妖精」の他にも「幼嬢」や「美幼嬢」など漢字の「幼」を使った造語を多く生み出した。

## 作品リスト
書籍
- 『サファイア・プリンセス 邪淫都市美妖精秘伝』 1997年5月5日 蒼竜社
- 『幼嬢偏愛記まなみ』 1998年2月1日 蒼竜社

雑誌掲載 「小説アリス」綜合図書掲載
- 『悪戯好きの美妖精』 1997年3月5日
- 『カリフォルニアの青空に』 1997年4月5日
- 『美妖精は誘惑魔』 1997年7月5日

舞坂ゆかりシリーズ
- 『舞坂ゆかりの冒険』 1997年8月5日
- 『舞坂ゆかりの誘惑』 1997年9月5日
- 『舞坂ゆかりの悦楽』 1997年10月5日
- 『舞坂ゆかりの失恋』 1997年11月5日
- 『舞坂ゆかりと真夜中の宴』 1997年12月5日
- 『舞坂ゆかりの妖しい秘密』 1998年1月5日
- 『舞坂ゆかりは目撃者』 1998年3月5日
- 『舞坂ゆかりの密戯』 1998年4月1日
- 『舞坂ゆかりのためらい』 1998年5月5日
- 『舞坂ゆかりの旅立ち』 1998年6月10日

- 『ヴィーナスの思惑』 1998年11月5日
- 『美幼嬢まどかの逃避行』 1999年1月5日

舞坂ゆかりシリーズ（アマゾンKindle版）
- 『舞坂ゆかりの秘密』 2018年4月10日
- 『舞坂ゆかりの誘惑』 2018年4月28日
- 『舞坂ゆかりの悦楽』 2018年6月20日
- 『舞坂ゆかりの失恋』 2018年7月23日